# Ingerophrynus parvus
Espèce
Synonymes
- Bufo parvus Boulenger, 1887

Statut de conservation UICN

 LC  : Préoccupation mineure
Ingerophrynus parvus est une espèce d'amphibiens de la famille des Bufonidae.

## Répartition
Cette espèce se rencontre jusqu'à 1 080 m d'altitude :
- dans le sud de la Birmanie ;
- dans le sud-est de la Thaïlande ;
- dans la chaîne des Cardamomes au Cambodge ;
- dans la péninsule Malaise ;
- en Indonésie à Sumatra et dans l'Ouest de Java.

## Description
Les mâles mesurent de 30 à 35 mm et les femelles de 40 à 50 mm.

## Publication originale
- Boulenger, 1887 : On new Batrachians from Malacca, The Annals and magazine of natural history; zoology, botany, and geology, ser. 5, vol. 19, p. 345-348 (texte intégral).